# Heerz ecmahla
Heerz ecmahla is een insect dat behoort tot de orde vliesvleugeligen (Hymenoptera) en de familie van de schildwespen (Braconidae). De wetenschappelijke naam van de soort werd voor het eerst geldig gepubliceerd door Martinez, Zaldivar-Riveron, Ceccarelli & Shaw in 2012.